# Dama de Paus
Dama de Paus é um filme brasileiro de 1989, de sexo explícito, dirigido e produzido por Mário Vaz Filho.

## Sinopse
Uma mulher casada e mãe de dois filhos, vive infeliz com o marido alcoólatra, rejeitando-o sexualmente, e só chegando ao prazer em sonhos eróticos alucinantes.

## Elenco
- Débora Muniz
- Fernando Benini
- Cristina Silva
- Rodrigo Ramalho
- Andréa Pucci
- Cristina Silva
- Márcia Regina
- Carla Keisy
- Renato Grecchi
- José Mojica Marins